# Hæftestraf
Hæftestraf var en mild type fængselsstraf, som tidligere anvendtes i Danmark. Straffen var tiltænkt "personer, der står uden for de egentlige forbryderes kreds". Den blev indført med straffeloven af 15. april 1930 til erstatning for simpelt fængsel.
Hæftestraffen blev afskaffet i 2001 på baggrund af en række betænkninger fra Straffelovrådet, primært med henvisning til, at betingelserne for fængselsstraf havde nærmet sig betingelserne for hæftestraf i en sådan grad, at der ikke længere var en reel forskel på de to. I dag findes kun bøde- og fængselsstraf.
Straffelovens § 44, der beskrev hæftestraffen, havde følgende ordlyd:
§ 44. Hæfte idømmes fra 7 dage til 6 måneder. Bestemmelserne i § 34 og § 36, 1. pkt., finder tilsvarende anvendelse.
Stk. 2. Fangerne må ikke hensættes sammen med andre fanger end sådanne, som udstår straf af hæfte. Forplejningen er ikke indskrænket til den anordnede fangekost. Inden for de grænser, som god orden i fængslet kræver, har fangerne ret til selv at forskaffe sig, hvad de ønsker til personlig brug og udstyr af cellen.
Stk. 3. Fangerne er berettigede til selv at skaffe sig arbejde, der er foreneligt med sikkerheden og god orden i fængslet; arbejdsudbyttet tilfalder fangen. Skaffer fangen sig ikke sådant arbejde, pålægges det ham mod vederlag at udføre et under hensyn til hans dannelsestrin og livsstilling passende arbejde i et sådant omfang, som er nødvendigt til en rimelig sysselsættelse.